# Горриаран, Фернандо
Ферна́ндо Горриара́н Фо́нтес (исп. Fernando Gorriarán Fontes; род. 27 ноября 1994, Монтевидео) — уругвайский футболист, атакующий полузащитник клуба УАНЛ Тигрес. Выступал за сборную Уругвая.

## Клубная карьера
Горриаран — воспитанник столичного клуба «Ривер Плейт». 2 февраля 2014 года в матче против «Пеньяроля» он дебютировал в уругвайской Примере. 14 марта 2015 года в поединке против «Насьоналя» Фернандо забил свой первый гол за «Ривер». Летом 2017 года Горриаран перешёл в венгерский «Ференцварош». 16 июля в матче против «Академии Пушкаша» он дебютировал в чемпионате Венгрии. 9 декабря в поединке против «Вашаша» Фернандо забил свой первый гол за «Ференцварош». В 2019 году он помог команде выиграть чемпионат.
Летом 2019 года Горриаран перешёл в мексиканский «Сантос Лагуна». 22 июля в матче против «Гвадалахары» он дебютировал в мексиканской Примеры. 3 августа 2020 года в поединке против «Гвадалахары» Фернандо сделал «дубль», забив свои первые голы за «Сантос Лагуна».
В начале 2023 года Горриаран подписал контракт с УАНЛ Тигрес. 9 января в матче против своего бывшего клуба «Сантос Лагуна» он дебютировал за новую команду. 16 января в поединке против «Пачуки» Фернандо забил свой первый гол за УАНЛ Тигрес.

## Международная карьера
В 2015 году Горриаран в составе олимпийской сборной Уругвая стал победителем Панамериканских игр в Канаде. На турнире он сыграл в матчах против Тринидада и Тобаго, Мексики, Парагвая и Бразилии. В поединке против парагвайцев Фернандо забил гол.
8 июня 2021 года в матче отборочного турнира к чемпионату мира 2022 против Венесуэлы дебютировал в национальной сборной Уругвая.
В 2021 году Фернандо был включён в состав сборной на участие в Кубке Америки в Бразилии. На турнире он сыграл в матче против команды Аргентины.

## Достижения
Клубные
 «Ференцварош»
- Победитель чемпионата Венгрии — 2018/2019

Международные
 Уругвай (до 22)
- Победитель Панамериканских игр — 2015